# Escola (arte)
Na História da Arte o termo Escola assume uma característica diferente da palavra escola no sentido tradicional. Ele surge depois que um artista, ou um grupo, desenvolve um conjunto de ideias ou técnicas, que passam a influenciar as linguagens, alterando o modo de expressão das gerações futuras. Tem-se como exemplos notáveis:
- A Escola de Mannheim: referência às técnicas orquestrais introduzidas pela orquestra de Mannheim, na segunda metade do século XVIII, bem como ao grupo de compositores que escreveram música para esta orquestra e adotaram a forma sonata. O nome se deve ao fato de os seus músicos e sua orquestra estarem a serviço da corte do príncipe Karl Theodor, soberano do Palatinado, cuja capital era Mannheim.[1]

- A Escola Flamenga: formada por Jan van Eyck, Brueghel, o velho, e Peter Paul Rubens, que usava o óleo como o meio para retratar vigorosamente o mundo que os rodeava. Produzida em Flandres entre o século XV e o início do século XVII.[2]

- A Escola de Bauhaus: escola de design, artes plásticas e arquitetura de vanguarda que funcionou entre 1919 e 1933 na Alemanha. A Bauhaus foi uma das maiores e mais importantes expressões do que é chamado Modernismo no design e na arquitetura, sendo a primeira escola de design do mundo.[nota 1][3]